# ESPN2
ESPN2是美國的一個有線電視和衛星電視頻道，由迪士尼公司成員ESPN公司所有。ESPN2最初主要播出面向年輕的體育迷的節目。1990年代之後，頻道開始逐漸增加主流體育節目的比例。2015年2月。美國有94,379,000台電視可以收看ESPN2，佔收費電視總數的81.1%。ESPN2開播於1993年10月1日。 

## 外部連結
- 官方网站